# David Beveridge
David R. Beveridge (* 28. června 1951 Ohio) je americký muzikolog, jenž se ve svém bádání věnuje Antonínu Dvořákovi.

## Životopis
Nejprve studoval a přednášel na amerických vysokých školách. Následně roku 1993 natrvalo přesídlil do České republiky. Zde začal působit jako překladatel a badatel. Jeho práce vycházejí jak v České republice, tak také v Německu, ve Spojeném království nebo ve Spojených státech amerických. Vydal například sborník nazvaný Rethinking Dvořák: View from Five Countries. V jiném svém díle zase pojednává o místech, v nichž Dvořák pobýval a kde tvořil. Aby mohl lépe porozumět Dvořákovu dílu, naučil se česky. Díky stipendiu Národohospodářského ústavu Josefa Hlávky mohl mezi roky 2010 a 2012 pracovat na publikaci Zdenka a Josef Hlávkovi – Anna a Antonín Dvořákovi. Přátelství dvou manželských párů a jeho plody v českém a světovém umění. Za ni následně v roce 2013 získal Cenu Milana Sojky za nejlepší z děl, jež v ediční řadě tohoto ústavu vyšla během roku 2012 . Dále své poznatky prezentoval například v sérii dokumentů o nahrávání všech devíti Dvořákových symfonií Českou filharmonií (2014), kterou natočila kanadská režisérka Barbara Willis Sweete a odvysílala také Česká televize, nebo během jízdy parní lokomotivou taženým vlakem z Prahy do Dvořákova rodiště Nelahozevsi, a to v rámci prologu hudebního festivalu Dvořákova Praha (2016).

### Externí data
- Seznam děl v Souborném katalogu ČR, jejichž autorem nebo tématem je David Beveridge